# نکراسوفکا (شهرستان ایوانوفسکی، استان آمور)
نکراسوفکا (به لاتین: Nekrasovka) یک منطقهٔ مسکونی در روسیه است که در استان آمور واقع شده‌است.